# Pycnanthemum floridanum
Pycnanthemum floridanum är en kransblommig växtart som beskrevs av E. Grant och Carl Clawson Epling. Pycnanthemum floridanum ingår i släktet Pycnanthemum och familjen kransblommiga växter. Inga underarter finns listade i Catalogue of Life.